# マルチーズ・リトル・ライオン・ドッグ
マルチーズ・リトル・ライオン・ドッグ（英：Maltese Little Lion-dog）は、マルタ原産の愛玩用犬種である。現在は絶滅種である。

## 歴史
本種に関する資料は非常に少ない。中世の時代に作り出された犬種といわれている。高級貴族が飼育するためのハイステータスなペットとして作られた犬種で、現在も人気の高いマルチーズにジャーマン・スピッツと思われるタンの毛色のスピッツタイプの犬種を交配させて誕生した。豊かなコートとライオンクリップが魅力的な犬種として一時人気を博したものの、その人気は長く続かなかった。フランスから入ってきたローシェンに高級愛玩犬としての地位を奪われ、終いには絶滅してしまった。
容姿の良さや安定した気質から見直されつつあり、本種を復活させようという試みも行われている。しかし、あまり表立った復活計画が立てられていないため、知名度は現在でも低い。

## 特徴
普通のマルチーズに比べるとサイズが大きく、毛色と目つきが異なる。瞳の色は黒又は琥珀色で、若干鋭い。コートは豊かなシャギーコート（むく毛）で、毛色はタンのみである。コートはライオンクリップでカットされ、タテガミ・尾先を残してカットされる。耳は立ち耳又は垂れ耳で、尾はゆるい巻き尾。小型犬サイズで、性格は大人しく忠実であった。他の犬や子供と遊ぶ事も好きで、友好的でもあった。

## 参考
- 『デズモンド・モリスの犬種事典』デズモンド・モリス著、福山英也・大木卓 訳 誠文堂新光社、2007年